# Saaledurchbruch

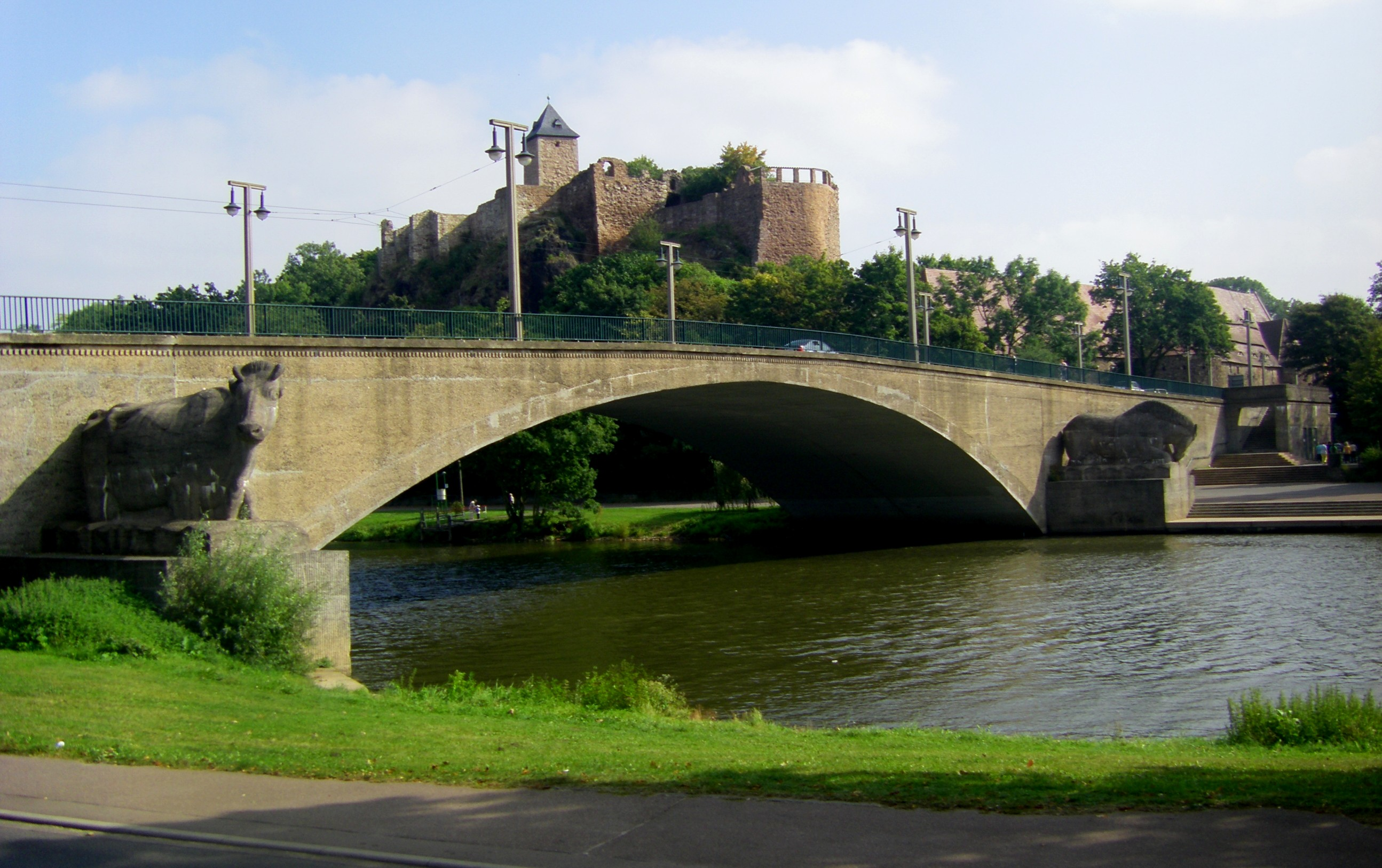
Saaledurchbruch mit Giebichensteinbrücke

Der Saaledurchbruch liegt im Norden von Halle (Saale) zwischen den Stadtteilen Giebichenstein und Kröllwitz. 
Die Saale durchfließt die Stadt Halle aus Süden kommend durch ein weites Tal mit flussbegleitender Aue. Im Bereich des Stadtzentrums teilt sie sich in mehrere Arme. Zwischen Giebichenstein (rechts der Saale) und Kröllwitz engt sich das Tal auf nur 80 Meter ein. Hier durchbricht der Fluss einen Festgesteinriegel. Die damit einhergehende Einengung bewirkt bei Hochwasser die für die Flussauen notwendigen Überschwemmungen. Die den Saaledurchbruch begrenzenden Felsen bestehen im Wesentlichen aus Porphyr. Auf dem östlichen Felsen befinden sich seit 930 Befestigungsanlagen (Burg Giebichenstein). Auf dem westlichen Felsen entstand der Stadtteil Kröllwitz. Schon für das Jahr 1363 ist an dieser Stelle der Bau einer Holzbrücke belegbar. Heute überspannt hier die Giebichensteinbrücke (oder Kröllwitzer Brücke) die Saale.
Die Umgebung des Saaledurchbruchs ist einer der landschaftlich schönsten Orte der Stadt.